# San José de Gracia, Guanajuato kommun
San José de Gracia är en ort i Mexiko.   Den ligger i kommunen Guanajuato och delstaten Guanajuato, i den centrala delen av landet, 270 km nordväst om huvudstaden Mexico City. San José de Gracia ligger 1 845 meter över havet och antalet invånare är 161.
Terrängen runt San José de Gracia är platt åt sydväst, men åt nordost är den kuperad. Runt San José de Gracia är det tätbefolkat, med 356 invånare per kvadratkilometer. Närmaste större samhälle är Guanajuato, 13,1 km norr om San José de Gracia. Trakten runt San José de Gracia består till största delen av jordbruksmark.